# The Age of Nero
The Age of Nero ist das siebte Studioalbum der norwegischen Metal-Band Satyricon. Nachdem zuvor zwei Single-Auskopplungen veröffentlicht worden waren, erschien es im November 2008.

## Entstehung
Am 18. August 2008 gab Satyricon bekannt, dass die Arbeiten am neuen Album The Age of Nero abgeschlossen seien. Joe Barresi unterstützte Satyr bei der Produktion. Das Album erschien am 3. November, vorab wurden am 2. Juni die EP My Skin Is Cold und am 20. Oktober die Single Black Crow on a Tombstone veröffentlicht. In den darauffolgenden Monaten tourte die Band durch Europa, Amerika und Indien.
Satyricon wollte mit dem Album vor allem in den Vereinigten Staaten neue Fans gewinnen.

## Stil und Inhalt
The Age of Nero setzt die auf den Vorgängeralben angefangene Mischung von Black-Metal- und Rock-Elementen fort. Der Rezensent Yulon Zhu bezeichnete den Stil in Anlehnung an Death ’n’ Roll als „Black ’n’ Roll“. sputnikmusic.com findet, dieser langsamere Stil sei eine Rückkehr zur ersten Welle des Black Metal. Es wird außerdem ein starker stilistischer Einfluss der drei vorherigen Alben Satyricons gesehen. Auf der Seite DeathMetal.Org heißt es hingegen, das Album klinge wie „beliebiger Groove Metal mit oberflächlicher Black-Metal-Behandlung“.
Die Textzeilen sind extrem kurz. Das größtenteils „groovige“ Schlagzeugspiel enthält einige, für den Black Metal typische, Blastbeats, die aufgrund der schlechten Schlagzeugproduktion teilweise „unhörbar“ sind.

## Kritik
Die Kritik fiel insgesamt positiver aus als beim Vorgängeralbum. Die Website chroniclesofchaos.com, die das vorherige Album Now, Diabolical stark kritisiert hatte, findet, dass The Age of Nero (in Bezug auf den generellen stilistischen Wandel der Band) „schnell klarstellt, dass die Probleme nicht an der Blaupause, sondern an der Ausführung lagen.“ Auch Roel de Haan vom Webzine Lords of Metal teilt die Meinung, dass nach dem „schwächsten Album von Satyricons Discografie“ wieder ein stärkeres folgte. Die Seite DeathMetal.Org hingegen kritisierte die Musik als „massentaugliche, eingängige, geistlose Rock-’n’-Roll-Version von Black Metal“, die Euronymous’ Idealen und der Weltanschauung der frühen Szene zuwider und fern von allem sei, was beim Rezensenten und anderen das Interesse an dieser Musik erweckte. In dieser Musik gebe es „keine Spur von Leidenschaft“. „Diese Sorte von kapitalistischem Black Metal“ führe zu einem eigenen Genre.

## Titelliste
1. Commando – 4:29
2. The Wolfpack – 4:05
3. Black Crow on a Tombstone – 3:52
4. Die by My Hand – 7:07
5. My Skin Is Cold (Albenversion) – 5:15
6. The Sign of the Trident – 6:58
7. Last Man Standing – 3:40
8. Den siste („Der Letzte“) – 7:24

Zu Black Crow on a Tombstone wurde ein Musikvideo gedreht.

### Bonus-CD
Eine limitierte 2-CD-Bonusversion enthielt eine CD mit den folgenden Liedern:
1. My Skin Is Cold (EP-Version) – 5:07
2. Live Through Me – 5:12
3. Existential Fear-Questions – 6:01
4. Repined Bastard Nation (Live in Gjallarhorn) – 5:49
5. Mother North (Live in Gjallarhorn) – 9:06
6. The Pentagram Burns (Radio Edit) – 4:03
7. Last Man Standing (Guitar Wall Mix) – 3:38
8. Den siste (Analogmix) – 7:22
9. K.I.N.G. (Video) – 3:33
10. The Pentagram Burns (Video) – 4:05